# 山口県産業技術センター
地方独立行政法人山口県産業技術センター（やまぐちけんさんぎょうぎじゅつセンター）は、山口県宇部市にある公設試験研究機関。
1902年（明治35年）3月7日、柳井村（現柳井市）に設置された「山口県染織講習所」を源流とする。新技術や新製品の研究開発支援および受託研究、工程改善や品質管理などの技術相談、最新鋭の試験開発機器の貸し出し、製品や原材料の依頼試験、技術者の研修、また過去の研究成果の情報提供など、地域企業の支援に取り組んでいる。

## 沿革
- 1902年（明治35年）3月7日 - 山口県染織講習所を柳井村（現柳井市）に設置。
- 1918年（大正7年）5月1日 - 山口県工業試験場を山口市大殿に設置。
- 1927年（昭和2年）4月1日 - 染織講習所を染織試験場と改称。
- 1942年（昭和17年）4月1日 - 染織試験場を染織指導所と改称、工業試験場を工芸指導所と改称。
- 1944年（昭和19年）3月31日 - 染織指導所を廃止。
- 1945年（昭和20年）5月29日 - 工芸指導所を山口県戦時製作所と改称。
- 1945年（昭和20年）8月15日 - 戦時製作所を工芸指導所と改称。
- 1948年（昭和23年）4月1日 - 染織試験場を設置。
- 1950年（昭和25年）9月1日 - 山口県醸造試験場を山口市清水に設置。
- 1952年（昭和27年）2月13日 - 工芸指導所を廃止し、工業試験場を設置。
- 1952年（昭和27年）4月1日 - 山口県窯業試験場を小野田市（現山陽小野田市）に設置。
- 1967年（昭和42年）4月1日 - 染織試験場、工業試験場、醸造試験場および県中小企業指導室を廃止し、これらの組織機能を統合して、山口県商工指導センターを山口市朝田に設置。
- 1967年（昭和42年）10月13日 - 窯業試験場を廃止し、商工指導センター技術第2部に窯業科を設置。
- 1988年（昭和63年）4月1日 - 商工指導センターを改組し、山口県工業技術センターを設置。
- 1999年（平成11年）4月1日 - 染織分室を廃止し、山口県工業技術センターを改組し、山口県産業技術センターを宇部市あすとぴあ4丁目に設置。
- 2002年（平成14年）3月31日 - 東部連絡所を廃止。
- 2004年（平成16年）7月14日 - 新事業創造支援センターを付属施設として隣接地に設置。
- 2009年（平成21年）4月1日 - 地方独立行政法人へ移行。
- 2011年（平成23年）7月12日 - 財団法人周南地域地場産業振興センターにサテライト窓口を設置。